# Mesochorus repandus
Mesochorus repandus är en stekelart som beskrevs av Dasch 1974. Mesochorus repandus ingår i släktet Mesochorus och familjen brokparasitsteklar. Inga underarter finns listade i Catalogue of Life.